# Rétonval
Rétonval ist eine französische Gemeinde mit 174 Einwohnern (Stand: 1. Januar 2022) im Département Seine-Maritime in der Region Normandie (vor 2016 Haute-Normandie). Sie gehört zum Arrondissement Dieppe und zum Kanton Eu (bis 2015 Blangy-sur-Bresle). 

## Geographie
Rétonval liegt etwa 52 Kilometer ostsüdöstlich von Dieppe. Umgeben wird Rétonval von den Nachbargemeinden Villers-sous-Foucarmont im Norden und Nordwesten, Saint-Léger-aux-Bois im Norden und Osten, Le Caule-Sainte-Beuve im Süden sowie Aubermesnil-aux-Érables im Westen.

## Bevölkerungsentwicklung
| Jahr                      | 1962 | 1968 | 1975 | 1982 | 1990 | 1999 | 2006 | 2013 |
| Einwohner                 | 302  | 298  | 247  | 257  | 212  | 190  | 191  | 197  |
| Quelle: Cassini und INSEE |      |      |      |      |      |      |      |      |

## Sehenswürdigkeiten
- Kirche Saint-Laurent